# Португальская коммунистическая партия
Португа́льская коммунисти́ческая па́ртия, порт. Partido Comunista Português — левая политическая партия Португалии. Основана в 1921 году как национальная секция Коминтерна. Вела борьбу против диктаторского режима Антониу де Оливейра Салазара под руководством Алвару Куньяла, её руководители неоднократно арестовывались. В 1970—1980-е годы являлась одной из крупных политических сил страны. На парламентских выборах выступает вместе с «Партией зелёных» в составе Коалиции демократического единства. По результатам парламентских выборов 30 января 2022 года получила в 6 мест в Ассамблее Республики (парламенте), что на шесть мандатов меньше, чем по результатам предыдущих выборов 2019 года. Издаёт (с 1931 года) газету «Avante!» («Вперёд!»)

## Генеральные секретари
- Жозе Курлуш Ратеш 1921—1929 гг.
- Бенту Антониу Гонсалвиш 1929 — сентябрь 1942 г.
- Алвару Куньял 1961—1992 гг.
- Карлуш Карвальяш 1992—2004 гг.
- Жерониму де Соуза 2004—2022 гг.
- Пауло Раймундо 2022 г. — наст. время